# Julius Haimann
Julius Haimann (* 25. September 1887 in Eltville, Deutschland; † 31. Januar 1939 in Kew, Surrey, Großbritannien) war ein deutscher Filmproduzent, Produktionsleiter und Filmkaufmann. 

## Leben
Haimann hatte die Branche als Filmkaufmann von der Pike auf kennengelernt. 1920 gründete er gemeinsam mit Friedrich Zelnik die Zelnik-Mara-Film GmbH und wurde 1925 Geschäftsführer bei der Friedrich Zelnik-Film GmbH. Haimann leitete ab Juni 1927 als Vorstand neben Karl Julius Fritzsche ein halbes Jahr lang die Defu Deutsche Film Union AG, um sich dann selbstständig zu machen. Mit seiner eigenen Produktionsfirma, der Super-Film GmbH, produzierte er seit der ausgehenden Stummfilmzeit eine Fülle von leichten Unterhaltungsproduktionen, überwiegend Romanzen und Komödien. Mehrfach inszenierte diese oft mit musikalischen Einlagen garnierten Geschichten Géza von Bolváry. Mit Ich küsse Ihre Hand, Madame landete Haimann im Januar 1929 einen der letzten Stummfilmerfolge -- nicht zuletzt, weil der mit Harry Liedtke und Marlene Dietrich prominent besetzte Streifen mit einer Gesangseinlage von Richard Tauber, der das Titellied intonierte, aufwarten konnte. 
Zu Beginn der Tonfilmära gelangen Haimann mit Bolvarys Das Lied ist aus und Der Raub der Mona Lisa zwei große Kassenschlager. Beide Filme hatten Willi Forst zum Star. Bei der im Juni 1930 gegründeten Superfilm Verleih AG wurde er Vorstand, war aber nicht als Aktionär am Unternehmen beteiligt. Wenige Wochen nach der Machtübernahme durch die Nationalsozialisten wurde Haimann zur Firmenaufgabe gezwungen und als Jude mit Berufsverbot belegt. Nach Abschluss der Dreharbeiten zu seinem letzten deutschen Film floh Julius Haimann im Juni 1933 von Berlin-Dahlem nach England. Die NS-Behörden reagierten mit der Reichsfluchtsteuer, stellten einen Steuersteckbrief auf Haimann aus und beschlagnahmten sein inländisches Vermögen. In England arbeitete Haimann ohne rechte Fortune und war 1935, nach nur drei Filmen, als Filmproduzent gescheitert. Im Juli 1936 versuchte er sich mit einer neuen Firmengründung, mit der er jedoch kein Projekt umsetzen konnte. Im Juni 1939 vom NS-Regime ausgebürgert, verstarb Haimann jedoch bereits Ende Januar desselben Jahres völlig verarmt (sein Erbe hatte einen Wert von £5).

## Filmografie
- 1920: Die Erlebnisse der berühmten Tänzerin Fanny Elßler
- 1920: Tod im Nacken
- 1920: Das Gesetz der Wüste
- 1920: Der Mann mit den drei Frauen
- 1920: Der gelbe Diplomat
- 1920: Anna Karenina
- 1920: Spiritismus
- 1920: Kri-Kri, die Herzogin von Tarabac
- 1920: Yoshiwara, die Liebesstadt der Japaner
- 1920: Der Abenteurer von Paris
- 1920: Der Apachenlord
- 1921: Fasching
- 1921: Monte Carlo
- 1921: Die Geliebte des Grafen Varenne
- 1921: Miss Beryll … die Laune eines Millionärs
- 1921: Aus den Tiefen der Großstadt
- 1921: Der unsichtbare Gast
- 1921: Aus den Memoiren einer Filmschauspielerin
- 1921: Das Mädel von Picadilly, 1. Teil
- 1921: Das Mädel von Picadilly, 2. Teil
- 1921: Trix, der Roman einer Millionärin
- 1921: Das begrabene Ich
- 1921: Der Sträfling von Cayenne
- 1921: Um ein Erbe
- 1921: C. d. E. (Club der Entgleisten)
- 1922: Tanja, die Frau an der Kette
- 1922: Die Ehe der Fürstin Demidoff
- 1922: Die Kreutzersonate
- 1922: Se. Exzellenz der Revisor
- 1922: Lyda Ssanin
- 1922: Die Geliebte des Königs
- 1922: Yvette die Modeprinzessin
- 1922: Graf Festenberg
- 1922: Erniedrigte und Beleidigte
- 1922: Die Tochter Napoleons
- 1923: Das Mädel aus der Hölle
- 1923: Die Männer der Sybill
- 1923: Katjuscha Maslowa
- 1923: Irene d’Or
- 1923: Daisy. Das Abenteuer einer Lady
- 1923: Die Marionetten der Fürstin
- 1924: Nelly, die Braut ohne Mann
- 1924: Der Matrose Perugino
- 1924: Das Mädel von Capri
- 1924: Die Herrin von Monbijou
- 1924: Auf Befehl der Pompadour
- 1925: Die Venus vom Montmartre
- 1925: Frauen, die man oft nicht grüßt
- 1925: Briefe, die ihn nicht erreichten
- 1926: Försterchristl
- 1926: An der schönen blauen Donau
- 1926: Der Veilchenfresser
- 1926: Die lachende Grille
- 1927: Der Zigeunerbaron
- 1927: Die Weber
- 1928: Prinzessin Olala
- 1928: Der Raub der Sabinerinnen
- 1928: Ich küsse Ihre Hand, Madame
- 1929: Der Held aller Mädchenträume
- 1929: Der lustige Witwer
- 1930: Zwei Herzen im Dreivierteltakt
- 1930: Ein Tango für Dich
- 1930: Der Herr auf Bestellung
- 1930: Das Lied ist aus
- 1931: Die lustigen Weiber von Wien
- 1931: Der Raub der Mona Lisa
- 1931: Liebeskommando
- 1932: Ein Mann mit Herz
- 1932: Ein Lied, ein Kuß, ein Mädel
- 1933: Was Frauen träumen
- 1933: Die Nacht der großen Liebe
- 1933: You Made Me Love You
- 1934: Love at Second Sight
- 1935: No Monkey Business